# Gunungiella pachtchima
Gunungiella pachtchima är en nattsländeart som beskrevs av Schmid 1968. Gunungiella pachtchima ingår i släktet Gunungiella och familjen stengömmenattsländor. Inga underarter finns listade i Catalogue of Life.